# Aloe elegantissima
Aloe elegantissima är en grästrädsväxtart som beskrevs av T.A.Mccoy och John Jacob Lavranos. Aloe elegantissima ingår i släktet Aloe och familjen grästrädsväxter.
Artens utbredningsområde är Somalia. Inga underarter finns listade i Catalogue of Life.